# Walter Pichler (architetto)
Walter Pichler (Deutschnofen, 1º ottobre 1936 – Burgenland, 16 luglio 2012) è stato un architetto, artista e scultore austriaco.
Fu un architetto e un artista di primo piano nel movimento avanguardista post-bellico austriaco.

## Biografia

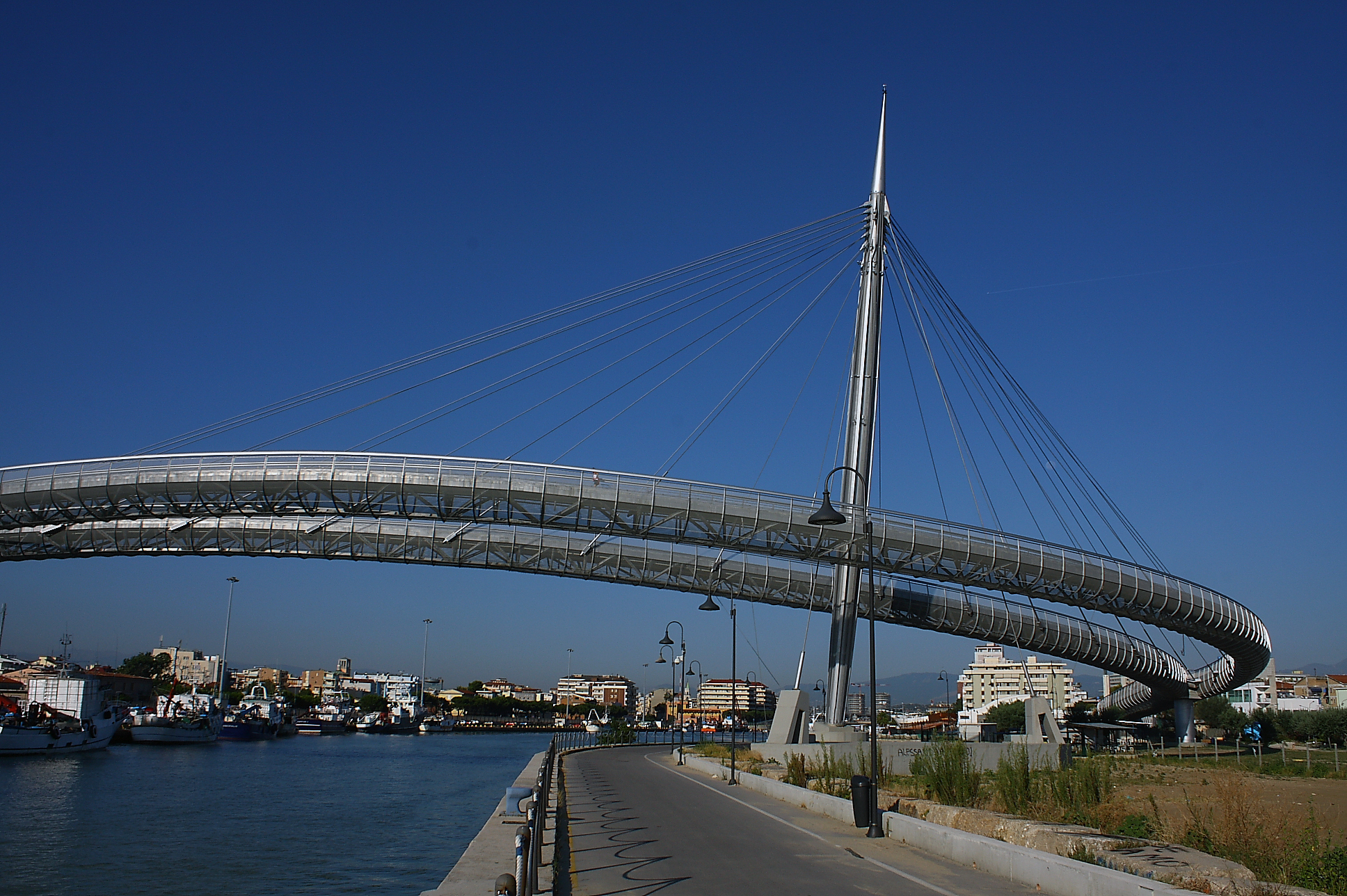
Ponte del mare a Pescara, una delle ultime opere dell'architetto austriaco

Originario dell'Alto Adige ha studiato alla scuola d'arte Kunstgewerbeschule di Innsbruck. Nel 1955 si è laureato presso l'Università di Arti Applicate di Vienna. Pichler ha lavorato sin dagli anni '60 come artista nella scultura e dell'architettura.
Nel 1963 tiene la sua prima mostra, insieme a Hans Hollein nella galleria di Santo Stefano a Vienna. Pichler creò oggetti, sculture e installazioni (a volte anche mobili) e inizialmente si occupò di progetti architettonici per modelli urbanistici, sempre insieme ad Hans Hollein. Tra i suoi oggetti ci sono i prototipi presentati nel 1967 o il casco TV portatile come "salotto portatile" o la grande sala scultura pneumatica divenne molto conosciuta.
Ha effettuato una mostra al Museum of Modern Art di New York nel 1967, ha partecipato alla Biennale di Parigi e nel 1968 ha partecipato al documenta 4. Internationale Ausstellung di Kassel con tre dei suoi prototipi.
Nel 1972, Pichler acquistò una vecchia fattoria a Sankt Martin sul Raab nel Burgenland meridionale, dove visse e lavorò da allora; qui ha trascorso più tempo che nel suo studio a Vienna. Un'altra peculiarità di questo artista era la progettazione molto lenta, che a volte ha richiesto decenni per il completamento di una scultura, realizzato molti schizzi, disegni e modelli.
Il 16 luglio 2012, Pichler è morto a causa di un cancro all'età di 75 anni.

## Opere
- Ponte del Mare, Pescara (2008-2009)[3]

## Premi
- 1984 Premio statale tirolese per l'arte a Innsbruck
- 1984 Arnold Bode Preis a Kassel
- 1985 Grande premio dello stato austriaco a Vienna

## Mostre principali
- 1963: Architettura con Hans Hollein, Galerie next St. Stephan, Vienna
- 1967: Visionary Architecture con Hans Hollein e Raimund Abraham, Museum of Modern Art, New York City
- 1968: 4° documenta, Kassel
- 1971: Museo del XX secolo, Vienna
- 1973: Albertina (Vienna)
- 1975: Progetti, Museum of Modern Art , New York
- 1978: House of Art, Monaco di Baviera, Museo di Israele, Gerusalemme
- 1981: vetrina di tutti i progetti architettonici, disegni, Accademia di Belle Arti di Stoccarda (a cura di Wolfgang Kermer in collaborazione con Walter Pichler)
- 1982: Biennale di Venezia
- 1987: Sculture, Disegni, Modelli , Galleria Municipale nello Städel Art Institute, Francoforte sul Meno
- 1990: Sculptures, Museum of Applied Arts, Vienna
- 1998: Disegni: Sculture: edifici , Museo Stedelijk, Amsterdam
- 2001: Disegni, Sculture, Architettura, Gladstone Gallery, New York
- 2008: è la testa, Berlino e Innsbruck
- 2011: sculture, modelli, disegni , Museum of Applied Arts, Vienna
- 2012: la stanza dipinta. Opere della collezione Essl nella Schömer House, Schömer House, Klosterneuburg / Vienna
- 2013: Disegni, Belle Arti Contemporanee, Berlino
- 2016/17: Radical: architettura e prototipi, Museum der Moderne Salzburg
- 2017/18: Butterfly building e Iron Woman, Galerie Elisabeth e Klaus Thoman, Innsbruck